# Iso-Räiskö
Iso-Räiskö är en ö i Finland.   Den ligger i kommunen Kemi i den ekonomiska regionen  Kemi-Torneå  och landskapet Lappland, i den norra delen av landet, 600 km norr om huvudstaden Helsingfors. Arean är 0,45 kvadratkilometer.
Terrängen på Iso-Räiskö är mycket platt. Den sträcker sig 1,1 kilometer i nord-sydlig riktning, och 0,6 kilometer i öst-västlig riktning.